# .cv
.cv este un domeniu de internet de nivel superior, pentru Capul Verde (ccTLD).